# Manoir de Plessis-Guilleux
Le manoir de Plessis-Guilleux est un château français situé à Bonchamp-lès-Laval, dans le département de la Mayenne et la région des Pays de la Loire. Il est situé à 3 kilomètres au sud du bourg. 

## Désignation
- Le Plessis Guillou. 1453.
- Le Plessis-Guilleu, manoir (Carte de Cassini).
- Le Plessis (Carte d'État-Major), dit aussi le Plessis-aux-Châtaignes.

## Histoire
Il s'agit d'un logis du XVIIe siècle, cour murée et porche daté de 1698. Le Château est du XVIIe siècle à deux étages, précédé d'un portail cintré, couvert en ardoises. La toiture est en forme de pavillons aux deux extrémités du corps principal.

## Sources et bibliographie
- « Manoir de Plessis-Guilleux », dans Alphonse-Victor Angot et Ferdinand Gaugain, Dictionnaire historique, topographique et biographique de la Mayenne, Laval, A. Goupil, 1900-1910 [détail des éditions] (BNF 34106789, présentation en ligne)